# Azuqueca de Henares
Azuqueca de Henares è un comune spagnolo di 34.896 abitanti situato nella comunità autonoma di Castiglia-La Mancia.
Azuqueca è la seconda città della provincia e ha vissuto un'esplosione demografica che l'ha portata da 4.566 abitanti nel 1967 ai 9.727 nel 1982, 19.491 nel 2000, ai circa 35.000 del 2015.